# Чикчи
Чикчи́ (кор. 직지 [tɕiktɕ͈i]) — сокращённое название буддистского документа, полное название которого «Пэгун хвасан чхорок пульчо чикчи симчхе ёджоль» (кор. 백운 화상 초록 불조 직지 심체 요절) переводится как «Антология учения великих монахов об обретении духа Будды с помощью практики Сон Пэгун-хвасана». Напечатана в Корее времён династии Корё в 1377 году, став первой книгой, напечатанной типографским способом. Сейчас книга хранится в Национальной библиотеке Франции в Париже. В 2001 году книга вошла в реестр ЮНЕСКО «Память мира».

## О книге

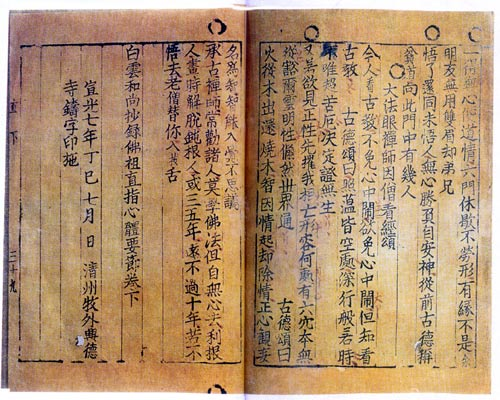
Копия «Чикчи», находящаяся в Парижском Национальном музее

### Название
Изначально книга называлась «Пульчо симчхе ёджоль», теперь также употребляются названия «Пульчо чикчи симчхе ёджоль», «Симё», «Симчхе ёжоль», «Чикчи», «Чикчи симгён», «Чикчи симчхе», «Чикчи симчхе ёджоль». Сейчас полное название по-корейски звучит как «Пэгун Хвасан Чхорок Пульджо Чикчи Симчхе Йоджоль». Словосочетание «Чикчи» означает следующее: «если прямо взглянуть на душу человека, то можно увидеть, что это душа Будды».

### Автор
Текст «Чикчи» был написан буддистским монахом Пэгун Хвасаном в конце эры Корё. Писательский псевдоним автора — Пэгун-хвасан, а буддистское имя — Кёнхан. Пэгун-хвасан стал служителем Будды в возрасте 54 лет, в 1353 году. Служил монахом в храмах города Хэджу, фокусируясь на буддизме направления Сон. «Чикчи» является главным трудом Пэгун-хвасана, созданным для обучения молодёжи основам буддизма — основной религией в Корее того времени.

### Содержание и состав книги
«Чикчи» состоит из двух томов и содержит 307 глав. «Чикчи» представляет собой избранные места из проповедей Будды и других учителей, поясняющие суть этого религиозного учения. Кроме того, в книге даны жизнеописания многих индийских и китайских проповедников и монахов.

### Технология печати
На последней странице «Чикчи» находятся выходные данные книги, в которых говорится, что книга была напечатана на седьмой год правления вана У (июль 1377 года) с использованием металлических шаблонов в храме Хындокса в городе Чхонджу. Теперь на этом месте стоит музей книгопечатания Кореи, где представлены все основные стадии процесса изготовления книги.
Напечатали книгу ученики Пэгуна, Сок Чхан и Таль Джам за 78 лет до создания Иоганном Гутенбергом первой печатной книги в Европе.
Процесс создания подвижного металлического типографского шрифта несколько отличался от принятого в Европе и был более сложен, так как в то время в Корее использовалась адаптированная китайская письменность — ханча. Сначала готовилась доска, обработанная очищенным воском, на которую прикреплялись в зеркальном отражении написанные кистью и вырезанные из бумаги иероглифы. Далее иероглифы вырезались из воска в натуральную величину, а оставшаяся поверхность восковой доски заполнялась огнеупорной глиной и обжигалась в печи. Растопленный воск вытекал, образуя глиняные формы, в которые заливался расплавленный металл, образуя готовые металлические иероглифы. Из этих иероглифов строчка за строчкой и составляли текст книги. В каждой строчке находилось 18-20 иероглифов, на каждой странице 11 строк. Размер книги — 24,6 x 17 см.
Ввиду того, что книгопечатание в те годы делало только первые шаги, в «Чикчи» можно обнаружить некоторые дефекты печатного станка, как то:
- Строки в книге непрямые, многие из них идут под наклоном.
- Разница в толщине линий, составляющих иероглифы, велика по всему тексту.
- Некоторые иероглифы, такие как «день» (日) или «один» (一), отпечатаны в зеркальном отражении, а некоторые не пропечатаны вообще.
- Иероглифы с некоторых страниц пропечатаны на совершенно других страницах.
- Вокруг иероглифов нередко встречаются пятна и кляксы.

## Вокруг Чикчи

### Сохранение книги
Долгое время считалось, что первой книгой, отпечатанной типографским способом, является Библия Гутенберга, созданная в 1452—1457 годах. Однако находка «Чикчи» предоставила в распоряжение учёных типографский текст, отпечатанный на 78 лет раньше в корейской провинции Чхунчхон-Пукто.
До конца XIX века книга находилась на территории Кореи, однако затем французский консул в Корее Колин де Планси вывез отсюда несколько предметов старины, в том числе и несколько книг, среди которых был второй том одного из изданий «Чикчи». В 1911 году коллекция Планси была распродана с аукциона, и часть её перешла в руки ещё одного собирателя древних книг — Анри Вевера, а в 1950 году, согласно его завещанию, стала собственностью Национальной библиотеки Франции в Париже, где и хранится по сей день.
В середине XX века многие корейские учёные пытались доказать, что типографский шрифт был изобретён в Корее намного раньше, чем в Германии. Известный средневековый корейский поэт Ли Гю Бо упоминал, что металлический шрифт применялся уже в 1234 году при создании книги «Обязательных ритуальных текстов прошлого и настоящего» — сборника, посвященного проведению церемоний при дворе. Однако учёным не хватало доказательств. Ключевой в этой истории было приглашение в Национальную библиотеку Франции корейского учёного Пак Пён Сон, получившую учёную степень в Сорбонне, приуроченное ко Всемирному году книги, отмечавшемуся ЮНЕСКО в 1972 году. Пак предоставила доказательства происхождения книги.
Сейчас сохранилось всего 38 страниц из второго тома книги, однако существует несколько более поздних изданий, напечатанных с помощью ксилографической печати, находящихся в Корее. Это даёт основания предполагать, что в архивах буддистских монастырей Кореи находятся и другие копии книги. Их поисками уже много лет занимаются корейские учёные.
Южная Корея уже длительное время ведёт борьбу за возвращение на историческую родину этого уникального культурного экспоната. В 1989 году президент Франции Франсуа Миттеран пообещал рассмотреть возможность возвращения «Чикчи» в Корею в обмен на постройку в Корее французской скоростной железной дороги, однако представители Национальной библиотеки Франции были против, и эта инициатива угасла.

## «Чикчи» сегодня
Книга включена в список Национальных сокровищ Кореи под номером 1132, а 4 сентября 2001 года ЮНЕСКО включила её в список Память мира. С 2004 года ЮНЕСКО вручается Премия Чикчи.
Как в Южной, так и в Северной Корее «Чикчи» является символом национальной культуры и науки, существует Музей Чикчи.
В сентябре 2003 года в Германии состоялась научная конференция «Korea-Germany Early Printing Culture».
«Чикчи» оставила след в культурном наследии человечества не только своим появлением. Существует несколько произведений искусства, посвящённых Чикчи, среди которых опера «Чикчи», документальный фильм «Metal Printing Types, The Greate Invention» («Металлические печатные формы: великое изобретение») (режиссёр — Нам Юнсон), а также множество небольших выставок, биеннале и т. д.